# Hanseniella ouachiticha
Hanseniella ouachiticha är en mångfotingart som beskrevs av Allen 1992. Hanseniella ouachiticha ingår i släktet syddvärgfotingar, och familjen snabbdvärgfotingar. Inga underarter finns listade i Catalogue of Life.